# Triumph Tiger 800
La Triumph Tiger 800 è una motocicletta prodotta dalla casa motociclistica inglese Triumph Motorcycles dal 2010 al 2020.

## Descrizione e storia

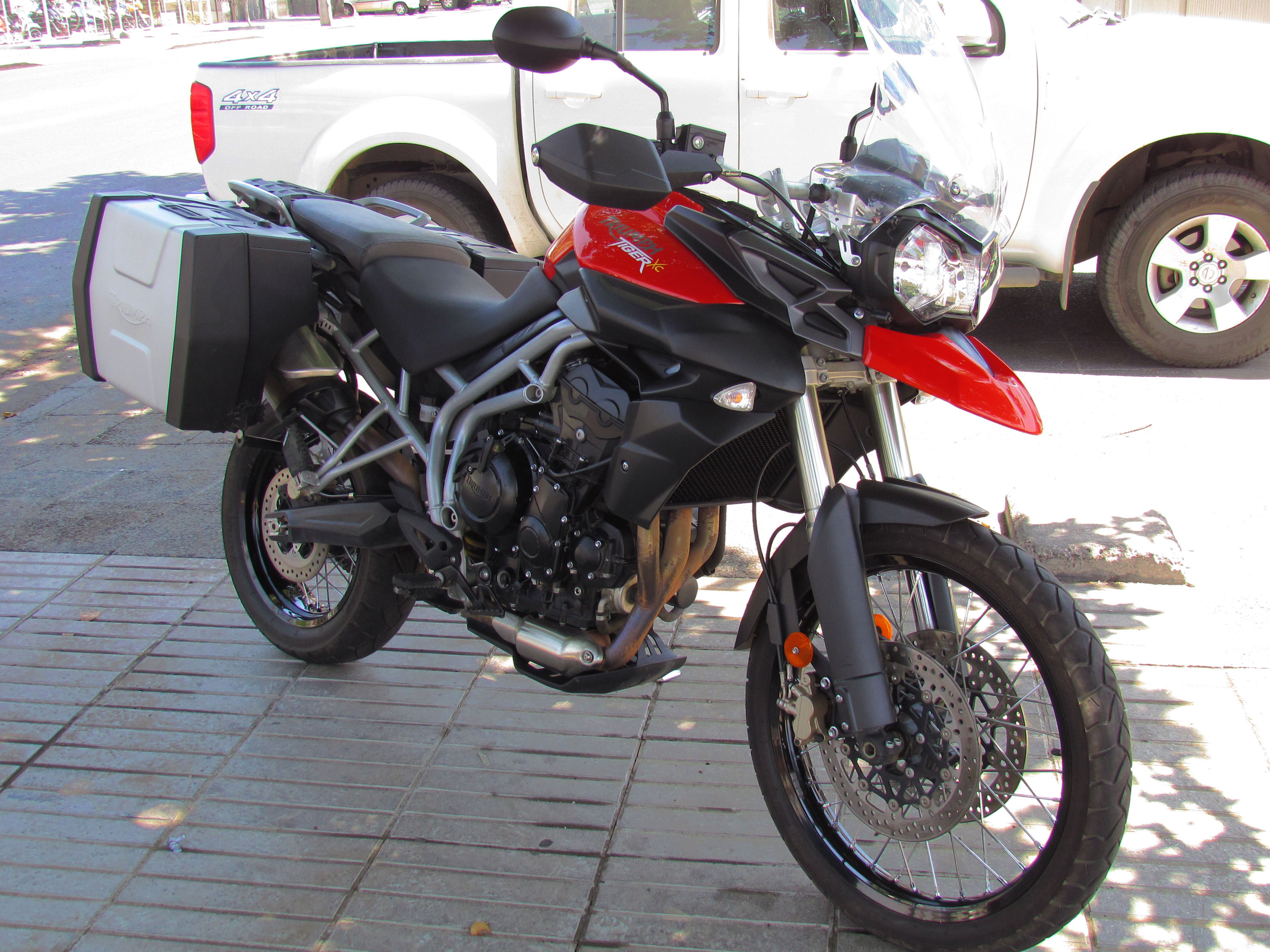
Tiger XC 800

Presentate ad EICMA e in produzione nello stabilimento di Bangkok in Thailandia a partire dal 2010, è una enduro di media cilindrata. Monta un inedito motore a tre cilindri in linea frontemarcia inclinato in avanti da 800 cc (derivazione, con aumento dell'alesaggio, del motore di 675 cc che equipaggia la Triumph Street Triple) con l'85% della componentistica motore inedita che sviluppa una potenza di 94 CV a 9300 giri e 8 kgm di coppia a 7850 giri, disponibile al lancio nelle versioni Tiger 800 (stradale) e Tiger 800 XC (enduro) nei colori bianco Crystal White, nero Phantom Black, giallo Venom Yellow (solo stradale), blu Sapphire Blue (solo stradale) ed arancio Intense Orange (solo XC). 
Il motore è un tricilindrico da 799 cm³, con distribuzione bialbero a 12 valvole, con alimentazione ad iniezione indiretta multipoint e coadiuvato da un cambio a 6 marce con trasmissione finale a catena. Le quattro valvole per cilindro sono azionate da due alberi a camme in testa mossi tramite catena. I cilindri hanno un alesaggio di 74 mm, una corsa di 61.9 mm e un rapporto di compressione di 11,1:1. Il trattamento dei gas di scarico viene effettuato da un catalizzatore che al debutto soddisfaceva la classe di inquinanti Euro 3, ma in seguito è stato aggiornato all'Euro 4. I tre collettori di scarico confluiscono in un silenziatore posteriore in acciaio inossidabile posto sul lato destro.
La moto è costruita su di un telaio tubolare in acciaio, coadiuvato da un sistema sospensivo costituito da un forcellone monobraccio in alluminio al posteriore e una forcella telescopica a steli rovesciati all'anteriore. 
Nel 2011 viene variata la colorazione del telaio, da grigio argento a nero antracite, lasciando invariate le combinazioni di colori disponibili. Nel 2014 viene aggiunta una colorazione speciale nera con telaio rosso, solo per il modello XC. A fine anno è stata rinnovata nell'estetica e nell'elettronica ed è disponibile nelle versioni stradali Tiger 800 XR, Tiger 800 XRx (più accessoriata) e nelle versioni enduro Tiger XC, Tiger XCx (più accessoriata) e Tiger XCa (full optional). In questo nuovo modello debuttano l'acceleratore elettronico "ride by wire" con 3 mappature, ABS di serie con controllo di trazione, varie migliorie al motore con riduzione di emissioni e consumi, cruise control (XRx, XCx, XCa) e computer di bordo. Il restyling coinvolge anche la carenatura con nuovi pannelli laterali del serbatoio e copriradiatore in tinta grigio argento, telaio color titanio, manubrio e cerchi (XR, XRx) verniciati neri e sella ridisegnata. Escono di scena i colori giallo ed arancio e viene aggiunto il colore verde Matt Khaki Green (solo XCa). Nel 2016 viene aggiunta la versione Tiger 800 XRt (full optional) disponibile anche nel nuovo colore rosso Cranberry Red.
Nel 2017 viene aggiunta la nuova colorazione grigia Matte Aluminium Silver (solo XRx e XCx). Nello stesso anno ad EICMA debutta un secondo e più corposo restyling, a cui sono state apportate 200 modifiche. Tutte le versioni hanno ABS disinseribile, doppi dischi freno anteriori da 305 mm e disco singolo da 255 mm, schermo LCD che funge da quadro strumenti digitale. Le versione più equipaggiate aggiungono alcuni accessori come luci a LED, un numero maggiore di modalità di guida, freni anteriori Brembo, schermo TFT a colori, manopole e sella riscaldati.

## Differenze tra le versioni
|                       | Stradale                                | Enduro                                      |
| --------------------- | --------------------------------------- | ------------------------------------------- |
| Cerchi                | 10 razze, 19" ant., 17" post.           | 36 raggi, 21" ant., 17" post.               |
| Pneumatici anteriori  | 100/90 R19                              | 90/90 R21                                   |
| Sospensioni anteriori | Showa da 43 mm, escursione di 180 mm    | WP da 43mm, regolabili, escursione di 220mm |
| Altezza sella         | 81/83 cm (76/78 cm con sella ribassata) | 84/86 cm (82/84 cm con sella ribassata)     |
| Peso                  | 210 kg                                  | 215 kg                                      |